# Boston Bruins
Boston Bruins er et professionelt ishockeyhold der spiller i den bedste nordamerikanske række NHL. Klubben spiller sine hjemmekampe i TD Garden i Boston, Massachusetts. Klubben blev stiftet i 1924 og regnes for at være blandt Original Six. Navnet Bruins kommer af det hollandske ord for farven brun som blandt nybyggerne i det 18. århundredes New England var et andet ord for en bjørn.
Klubben har vundet Stanley Cuppen seks gange, senest i 2011, og i alt deltaget i 20 finaler igennem historien.

## Nuværende spillertrup
Pr. 7. oktober 2008.
Målmænd
- 30  Tim Thomas
- 35  Manny Fernandez

Backer
- 6  Dennis Wideman
- 21  Andrew Ference
- 33  Zdeno Chara – C
- 34  Shane Hnidy
- 41  Andrew Alberts
- 44  Aaron Ward
- 45  Mark Stuart

Forwards
- 11  Per-Johan Axelsson
- 12  Chuck Kobasew
- 16  Marco Sturm
- 17  Milan Lucic
- 18  Stéphane Yelle
- 22  Shawn Thornton
- 27  Peter Schaefer
- 37  Patrice Bergeron – A
- 42  Blake Wheeler
- 46  David Krejci
- 53  Jeremy Reich
- 60  Vladimir Sobotka
- 73  Michael Ryder
- 81  Phil Kessel
- 91  Marc Savard (Skadet)

## 'Fredede' numre
- 2 Eddie Shore, D, 1926-40, nummer fredet 1. januar 1947
- 3 Lionel Hitchman, D, 1925-34, nummer fredet 22 februar 1934
- 4 Bobby Orr, D, 1966-76, nummer fredet 9. januar 1979
- 5 Aubrey "Dit" Clapper, D, 1927-47, nummer fredet 12. februar 1947
- 7 Phil Esposito, C, 1967-75, nummer fredet 3. december 1987
- 8 Cam Neely, RW, 1986-96, nummer fredet 12. januar 2004
- 9 Johnny Bucyk, LW, 1955-78, nummer fredet 13. marts 1980
- 15 Milt Schmidt, LW, 1936-55, nummer fredet 13. marts 1980
- 24 Terry O'Reilly, RW, 1972-85, nummer fredet 24. oktober 2002
- 77 Ray Bourque, D, 1979-2000, nummer fredet 4. oktober 2001
- 99 Wayne Gretzky, nummer fredet i hele NHL 6. februar 2000